# Ronald Rauhe
Ronald Rauhe (Berlín Oriental, RDA, 3 de octubre de 1981) es un deportista alemán que compite en piragüismo en la modalidad de aguas tranquilas. Está casado con la piragüista Fanny Fischer.
Participó en seis Juegos Olímpicos, entre los años 2000 y 2020, obteniendo en total cinco medallas, oro en Atenas 2004 y Tokio 2020, plata en Pekín 2008 y bronce en Sídney 2000 y Río de Janeiro 2016. En los Juegos Europeos consiguió dos medallas de plata, una en Bakú 2015 y otra en Minsk 2019.
Ganó 26 medallas en el Campeonato Mundial de Piragüismo entre los años 1999 y 2019, y 29 medallas en el Campeonato Europeo de Piragüismo entre los años 2000 y 2021.

## Palmarés internacional
| Juegos Olímpicos   | Juegos Olímpicos             | Juegos Olímpicos  | Juegos Olímpicos |
| Año                | Lugar                        | Medalla           | Competición      |
| ------------------ | ---------------------------- | ----------------- | ---------------- |
| 2000               | Sídney (Australia)           | Medalla de bronce | K2 500 m         |
| 2004               | Atenas (Grecia)              | Medalla de oro    | K2 500 m         |
| 2008               | Pekín (China)                | Medalla de plata  | K2 500 m         |
| 2016               | Río de Janeiro (Brasil)      | Medalla de bronce | K1 200 m         |
| 2020               | Tokio (Japón)                | Medalla de oro    | K4 500 m         |
| Campeonato Mundial |                              |                   |                  |
| Año                | Lugar                        | Medalla           | Competición      |
| 1999               | Milán (Italia)               | Medalla de bronce | K1 200 m         |
| 2001               | Poznań (Polonia)             | Medalla de oro    | K1 200 m         |
| 2001               | Poznań (Polonia)             | Medalla de oro    | K2 500 m         |
| 2001               | Poznań (Polonia)             | Medalla de plata  | K2 200 m         |
| 2002               | Sevilla (España)             | Medalla de oro    | K1 200 m         |
| 2002               | Sevilla (España)             | Medalla de oro    | K2 500 m         |
| 2002               | Sevilla (España)             | Medalla de bronce | K2 200 m         |
| 2003               | Gainesville (Estados Unidos) | Medalla de oro    | K1 200 m         |
| 2003               | Gainesville (Estados Unidos) | Medalla de oro    | K2 500 m         |
| 2003               | Gainesville (Estados Unidos) | Medalla de bronce | K2 200 m         |
| 2005               | Zagreb (Croacia)             | Medalla de oro    | K2 500 m         |
| 2006               | Szeged (Hungría)             | Medalla de oro    | K1 200 m         |
| 2006               | Szeged (Hungría)             | Medalla de oro    | K2 200 m         |
| 2006               | Szeged (Hungría)             | Medalla de oro    | K2 500 m         |
| 2007               | Duisburgo (Alemania)         | Medalla de oro    | K2 500 m         |
| 2007               | Duisburgo (Alemania)         | Medalla de plata  | K2 200 m         |
| 2009               | Dartmouth (Canadá)           | Medalla de oro    | K1 200 m         |
| 2009               | Dartmouth (Canadá)           | Medalla de oro    | K1 500 m         |
| 2009               | Dartmouth (Canadá)           | Medalla de plata  | K1 4 × 200 m     |
| 2010               | Poznań (Polonia)             | Medalla de plata  | K1 200 m         |
| 2011               | Szeged (Hungría)             | Medalla de bronce | K1 200 m         |
| 2013               | Duisburgo (Alemania)         | Medalla de bronce | K2 200 m         |
| 2014               | Moscú (Rusia)                | Medalla de plata  | K2 200 m         |
| 2017               | Račice (República Checa)     | Medalla de oro    | K4 500 m         |
| 2018               | Montemor-o-Velho (Portugal)  | Medalla de oro    | K4 500 m         |
| 2019               | Szeged (Hungría)             | Medalla de oro    | K4 500 m         |
| Juegos Europeos    |                              |                   |                  |
| Año                | Lugar                        | Medalla           | Competición      |
| 2015               | Bakú (Azerbaiyán)            | Medalla de plata  | K2 200 m         |
| 2019               | Minsk (Bielorrusia)          | Medalla de plata  | K4 500 m         |
| Campeonato Europeo |                              |                   |                  |
| Año                | Lugar                        | Medalla           | Competición      |
| 2000               | Poznań (Polonia)             | Medalla de oro    | K2 500 m         |
| 2000               | Poznań (Polonia)             | Medalla de plata  | K2 200 m         |
| 2001               | Milán (Italia)               | Medalla de oro    | K1 200 m         |
| 2001               | Milán (Italia)               | Medalla de oro    | K2 200 m         |
| 2001               | Milán (Italia)               | Medalla de oro    | K2 500 m         |
| 2002               | Szeged (Hungría)             | Medalla de oro    | K1 200 m         |
| 2002               | Szeged (Hungría)             | Medalla de oro    | K2 500 m         |
| 2002               | Szeged (Hungría)             | Medalla de plata  | K2 200 m         |
| 2004               | Poznań (Polonia)             | Medalla de oro    | K1 200 m         |
| 2004               | Poznań (Polonia)             | Medalla de oro    | K2 500 m         |
| 2005               | Poznań (Polonia)             | Medalla de oro    | K2 500 m         |
| 2005               | Poznań (Polonia)             | Medalla de plata  | K2 200 m         |
| 2006               | Račice (República Checa)     | Medalla de oro    | K1 200 m         |
| 2006               | Račice (República Checa)     | Medalla de oro    | K2 200 m         |
| 2006               | Račice (República Checa)     | Medalla de oro    | K2 500 m         |
| 2007               | Pontevedra (España)          | Medalla de oro    | K2 500 m         |
| 2007               | Pontevedra (España)          | Medalla de plata  | K2 200 m         |
| 2008               | Milán (Italia)               | Medalla de oro    | K2 500 m         |
| 2009               | Brandeburgo (Alemania)       | Medalla de plata  | K1 500 m         |
| 2009               | Brandeburgo (Alemania)       | Medalla de plata  | K1 4 × 200 m     |
| 2010               | Corvera (España)             | Medalla de plata  | K1 200 m         |
| 2012               | Zagreb (Croacia)             | Medalla de plata  | K2 200 m         |
| 2013               | Montemor-o-Velho (Portugal)  | Medalla de plata  | K2 200 m         |
| 2014               | Brandeburgo (Alemania)       | Medalla de oro    | K2 200 m         |
| 2015               | Račice (República Checa)     | Medalla de oro    | K2 200 m         |
| 2016               | Moscú (Rusia)                | Medalla de bronce | K2 200 m         |
| 2017               | Plovdiv (Bulgaria)           | Medalla de bronce | K2 200 m         |
| 2018               | Belgrado (Serbia)            | Medalla de plata  | K4 500 m         |
| 2021               | Poznań (Polonia)             | Medalla de oro    | K4 500 m         |